# Луиджи I Гонзага
Вижте пояснителната страница за други личности с името Луиджи Гонзага.
Луиджи I Гонзага (на италиански: Luigi I Gonzaga), познат и като Лудовико или Луиджи Коради ди Гонзага (Ludovico o Luigi Corradi da Gonzaga; * 1267 или ок. 1268, Мантуа; † 18 януари 1360, пак там), е подест на Модена от 1313 г., подест на Мантуа от 1318 г., подест на Парма от 1319 г., първи капитан на народа на Мантуа (1328 – 1360), имперски викарий на Свещената Римска империя от 1329 г., основоположник на династията Гонзага.

## Произход
Луиджи I Гонзага, много богат човек с голямо военно умение и широко скроен, е син на политика Гуидо Коради (нар. още Корадо) († 1318) и на съпругата му Естрамбина от графовете Сан Мартино ди Страмбино. Той е внук на политика Антонио Коради. Има четири братя и една сестра:
- Абрамино, юристконсулт;
- Гуалтиеро, юристконсулт;
- Петронио († 1348), каноник на катедралата в Комо, викарий на катедралата в Мантуа;
- Джентиле;
- Мабелона, съпруга на Пиетро Бонаколси;

## Биография
Името му се появява за първи път през 1312 г. в акт за закупуване на земя в Палидано ди Гондзага и впоследствие в Буколдо, Кацедоле и Волта Мантована. През 1313 г. е назначен за подест на Модена от Риналдо (Пасерино) Бонаколси, през 1318 г. е подест на Мантуа, а през 1319 г. – на Парма.
С подкрепата на гибелина Кангранде I дела Скала, който има проекти за града и който му предоставя пехота и кавалерия, разчитайки на подкрепата на зет му Гулиелмо Ацоне Кастелбарко, Луиджи успява да изгони Риналдо Бонаколси на 16 август 1328 г. и поема управлението от него като генерален капитан с правото да назначава свой наследник.
На 25 август 1328 г. е провъзгласен за генерален капитан на комуната и на народа на Мантуа.
На 11 ноември 1329 г, заради своята преданост към империята, Луиджи е назначен за имперски викарий от Лудвиг IV Баварски. През 1331 г. влиза в лигата на Кастелбалдо срещу Ян I Бохемски и през 1335 г. става господар на Реджо.
За да установи своята гибелинска вяра, през този период Луиджи променя оригиналния герб на семейството, състоящ се от три сребърни, рогати и златни овена върху черно поле в герб с три черни ленти върху златно поле (политическите цветовете на гибелините), останали завинаги в щита на семейство Гонзага.
През 1337 г. Гонзага, заедно с Венеция, Милано, Ферара и Флоренция, се присъединяват към лигата против рода Скалиджери, господари на Верона. Десетилетие по-късно обаче те не връщат услугата на Скалиджери: Мастино II дела Скала се съюзява с узурпатора Лодризио Висконти срещу двамата братя и племенника на Лодризио (Лукино, Джовани и Ацоне, господари на Милано); Лудовико участва, като изпраща милиции в подкрепа на миланската армия, победила в битката при Парабиаго (21 февруари 1339 г.).
През 1342 г. отива на помощ на пизанците срещу флорентинците, а през 1349 г. посреща Франческо Петрарка, който посещава гробницата на Вергилий. Той се бори срещу Бернабо Висконти, който месеци наред обсажда Кастильоне – гранично владение на сем. Гонзага. Изграждането на Мантуанския serraculum – защитно съоръжение на границите на Гонзага на запад, датира от този период.
Умира в Мантуа през 1360 г. на 92 г. и е погребан в катедралата „Свети Петър“. Неговият саркофаг е унищожен през XVI век, по време на ремонтните работи в църквата.
Неговият девиз е: Qui vivens laedit mortem medetur (от лат. „Тук живеят ранените, оздравели от смъртта“, може би във връзка с тамплиерите, които, след като са избягали от огъня, са намерили подслон в района на Мантуа.

## Брак и потомство
Луиджи I се жени три пъти:
∞ 1. за Рикилда Рамберти от Ферара, наречена „Брешанката“ (* 1269, Бреша; † 1318), дъщеря на Рамберто Рамберти, от която има пет сина според сайта MedLands (Гуидо, Филипино, Фелтрино, Федерико и Алберто), пет сина (Гуидо, Филипино, Фелтрино, Алберто и Ацо) и две дъщери (Томазина и Маргерита) според сайта genealogy.euweb.cz, и трима сина (Гуидо, Филипино и Фелтрино) и една дъщеря (Томазина) според Libro d'ora della nobilità mediterranea:
- Гуидо Гонзага (* 1290, Мантуа; † 22 септември 1369, Мантуа), подест на Мантуа 1328, втори капитан на народа на Мантуа (1360 – 1369), господар на Реджо (1335 – 1369), кондотиер; ∞ 1. за Аниезе Пико (* 1303, † 1340, Мантуа), дъщеря на кондотиера Франческо I Пико, господар на Мирандола, от която има две дъщери 2. 1340 за Камила Бекария (* 14 век, Павия; † 14 век, Мантуа) от Бекария – господари на Павия, от която няма деца 3. за Беатрис дьо Бар (* ок. 1310, † ок. 1350, Мантуа), дъщеря на Едуард I дьо Бар, господар на Бар и на Мусон, и на Мария Бургундска, от която има 5 сина и 1 дъщеря. Има и 1 извънбрачен син и 2 извънбрачни дъщери.
- Филипино Гонзага (* кр. на 13 век, Мантуа; † 5 април 1356, Мантуа), имперски викарий на Реджо 1349, кондотиер; ∞ 1. 1322 за Анна ди Довара († 1354), потомка на Буозо ди Довара, господар на Кремона, от която има 2 дъщери 2. 19 февруари 1354 за Верена фон Хабсбург-Лауфенбург, дъщеря на Йохан II фон Хабсбург-Лауфенбург, от която няма деца
- Фелтрино Гонзага (* Мантуа; † 28 декември 1374, Падуа), господар на Новелара и Баньоло (1371 – 1374), родоначалник на кадетския клон Гонзага ди Новелара е Баньоло, имперски викарий за Реджо; ∞ за Антония да Кореджо (*/† 14 век), дъщеря на Гуидо IV да Кореджо, политик, кондотиер и господар на Кореджо, от която има 4 сина
- Алберто Гонзага
- Федерико (Корадо?) Гонзага, ∞ 1340 за Паола Бекария ди Павия, от която има 1 син
- Ацо Гонзага
- Томазина Гонзага († 1372), ∞ 1319 за Гулиелмо Ацоне Кастелбарко (* / † 14 век), кондотиер на служба при сем. Скалиджери, граф на Кастелбарко, от когото има 5 сина и 1 дъщеря
- Маргерита Гонзага, ∞ за Якопо да Карара, господар на Падуа

∞ 2. 1320 за Катерина Малатеста (* ок. 1322, † ок. 1340, Мантуа), дъщеря на Пандолфо I Малатеста, господар на Римини, от която има шест сина (Федерико, Корадо, Джовани, Марио, Джакомо и Матео) и една дъщеря (Луиджа) според сайта genealogy.euweb.cz или двама сина (Алберто и Федерико) и една дъщеря (Луиджа) според Libro d'ora della nobilità mediterranea:
- Корадо Гонзага († 1340), кондотиер, родоначалник на кадетския клон Нобили Гонзага (или Гонзага ди Палацоло), които стават маркграфове на Палацоло; ∞ 1340 за Верде Бекария, от която има 3 сина и 1 дъщеря. Има и 2 извънбрачни сина.
- Федерико Гонзага († 1376), кондотиер, участва в заговора срещу племенника си Лудовико II 1376 и вероятно е екзекутиран
- Джовани Гонзага, има 2 извънбрачни сина
- Марио Гонзага
- Джакомо Гонзага
- Матео Гонзага
- Горепосоченият Алберто Гонзага
- Луиджа Гонзага (* 14 век, Мантуа), ∞ за Ацо I да Кореджо († 1364), господар на Кореджо, от когото има 1 син

∞ 3. 1340 за Джована Новела Маласпина, наречена Франческина (* ок. 1320, Фосдиново; † ок. 1385, Мантуа), дъщеря на кондотиера Спинета Маласпина Велики, маркиз на Верукола, и на Беатриче Висконти, от която има шест сина (Джовани, Бартоломео, Ацо, Франческо, Джакомо и Марио) и две дъщери (Томазина и Ориета) според Libro d'ora della nobilità mediterranea:
- Джовани Гонзага, венециански патриций; има 2 извънбрачни сина;
- Бартоломео Гонзага, венециански патриций
- Ацо Гонзага († 1412), венециански патриций
- Франческо Гонзага, венециански патриций
- Джакомо (Якопо) Гонзага († сл. 22 юни 1369 малък), венециански патриций
- Марио Гонзага († малък), венециански патриций
- Томазина Гонзага, ∞ за Алидозио Алидози, син на Роберто Алидози, господар на Имола
- Ориета Гонзага, венецианска патриция

Има един извънбрачен син и една извънбрачна дъщеря:
- Костанца Гонзага
- Бартоломео Гонзага

## Обяснителни бележки
1. ↑  Лигата на Кастелбалдо, кръстена на венецианския град, е военна коалиция срещу краля на Бохемия, създадена на 8 август 1331 г. Ян I от Бохемия идва в Италия в края на 1330 г., за да помогне на Бреша, заплашена от Мастино II дела Скала, и скоро печели силна подкрепа в много градове на север. Скалиджери, Висконти, Есте, Гонзага, както и Флоренция (1332), Неапол, Комо и Новара се присъединяват към лигата.
2. ↑  Антискалиджерийската лига е съюз срещу Скалиджери, господарите на Верона, създаден на 14 юли 1336 г. от Република Венеция и Република Флоренция и който продължава до 24 януари 1339 г. Войната, която следва, бележи окончателното поражение за спиране на експанзионизма на Скалиджери в Северна Италия

## Библиографски бележки
1. 1 2  Luigi Gonzaga I //  Encyclopedia Britannica.
2. 1 2 3 4  Gonzaga, Luigi I //  Dizionario di Storia.
3. 1 2 3  Luigi I (Lodovico) Gonzaga, genealogy.euweb.cz
4. ↑  Alessandro Luzio, I Corradi di Gonzaga signori di Mantova, Varese, 1913
5. ↑  Guido Vigna, Storia di Mantova: Da Manto a capitale della cultura.
6. ↑  Galeazzo Nosari, Franco Canova, I Gonzaga di Mantova. Origini di una famiglia dinastica, Reggiolo, 2019
7. ↑  Galeazzo Nosari, Franco Canova, I Gonzaga di Mantova. Origini di una famiglia dinastica, Reggiolo, 2019, с. 66
8. ↑  Roberto Brunelli, I Gonzaga. Quattro secoli per una dinastia, Mantova, 2010
9. ↑  Elezione di Ludovico Gonzaga a capitano generale
10. ↑  Pietro Torelli, Capitanato del popolo e vicariato imperiale, Mantova, 1923.
11. ↑  Dizionario di erudizione storico-ecclesiastica da san Pietro sino ai nostri ...
12. ↑  Galeazzo Nosari, Franco Canova, I Gonzaga di Mantova. Origini di una famiglia dinastica, Reggiolo, 2019, с. 70
13. ↑  Rosanna Golinelli Berto. Associazione per i monumenti domenicani (a cura di), Sepolcri Gonzagheschi, Mantova, 2013
14. ↑  Giuseppe Amadei e Ercolano Marani (a cura di), I ritratti gonzagheschi della collezione di Ambras, Mantova, 1980
15. ↑  Alberto Cavazzoli, Alla ricerca del Santo Graal nelle terre dei Gonzaga, Reggio Emilia, 2008, с. 48-49
16. ↑  A. SIGNORI di MANTUA (GONZAGA)
17. 1 2 3 4  Gonzaga: linea sovrana Mantovana. www.genmarenostrum.com. Посетено 8 август 2016 г. Архив на оригинала 29 януари 2013 г.